# KK連合
KK連合（KKれんごう）とは、日本の新左翼の中核派の用語。

## 概要
中核派の敵である警察（Keisatsu）と革マル派（Kakumaruha）は、実は裏で繋がっており、互いに連携して中核派潰しを狙っているということを表現した中核派の概念である。1970年代中頃から用いられるようになった。
なお「敵対党派は国家権力と繋がっており、互いに連携して自党派を弾圧しようとしている」という類似の概念や主張は、革マル派による権力謀略論や、日本共産党によるニセ「左翼」泳がせ論などがある。